# Jardin des fontaines pétrifiantes
Le jardin des fontaines pétrifiantes est un parc privé d'une superficie de 8 000 m2 situé sur le territoire de la commune de La Sône, dans le département français de l'Isère en région Auvergne-Rhône-Alpes. 
Ouvert depuis 1994, cet espace vert, labellisé « jardin remarquable » en 2017, est accessible aux visiteurs durant six mois de l'année, selon un tarif et des horaires de visites fixés par le propriétaire.

## Situation et accès
Le jardin est situé au bord de l'Isère, sur le territoire de la commune de La Sône, dans la partie occidentale du département de l'Isère, en limite du département de la Drôme.
La gare ferroviaire la plus proche est la gare de Saint-Marcellin. Situé à environ cinq kilomètres au nord est du site, celle-ci est desservie par les trains TER Auvergne-Rhône-Alpes, en provenance de Valence-Ville et à destination de Genève-Cornavin, de Grenoble et de Chambéry-Challes-les-Eaux. 

### Accès par les voies routières
Le site est accessible par de nombreuses voies routières, dont notamment :
- l’autoroute A49 : en provenance de Valence ou de Grenoble, sortie Saint-Marcellin / Pont-en-Royans.
- la route D1532 : en provenance de l'agglomération grenobloise et la RD 71, en direction de La Sône.
- la route D532 : en provenance de Valence, direction Grenoble et la RD71a, en direction de La Sône.

### Accès par les voies navigables
Le bateau à roues à aubes « Royans-Vercors », créé en 1987, est un bateau à roue naviguant le long de la Bourne et au-delà de sa confluence avec l'Isère. 
Son parcours de type touristique (et uniquement en saison) sur les deux cours d'eau permet aux visiteurs locaux de passer devant le site du jardin des fontaines pétrifiantes.

## Présentation
Ce jardin, situé entre des falaises de tuf et les berges de l'Isère, présente une superficie d'environ 8 000 m2. À l'origine, il s'agissait d'une simple friche, acquise en 1990 par les frères Jean, avec le but de créer un embarcadère au bord de l'Isère. Des travaux de nettoyage ont alors révélé la présence de nombreuses sources, d'une cascade et de fontaines pétrifiantes.
La création d'un jardin, lié à la présence de ces éléments naturels, a entraîné la création d'un parc privé ouvert au public. Cet espace a été dessiné par Alain Vasiek et mis en œuvre par la pépiniériste Marc Thiot. Le jardin, ouvert au public en 1994, présente donc de nombreuses ornementations.
Une quinzaine de sources alimentent cet espace. L'eau provenant des sources locales, après un parcours souterrain en provenance du plateau de Chambaran, situé plus au nord, est fortement calcaire. Une fois à l'air libre celle-ci dégaze et le calcaire dissout se dépose sur les premiers obstacles rencontrés, particulièrement des végétaux et généralement des mousses, formant ainsi une roche légère et poreuse dénommée tuf. Ce jardin a été labellisé « jardin remarquable » le 22 décembre 2017,.

## Composition
D'une surface inférieure à un hectare, le jardin botanique de type contemporain héberge de nombreuses espèces végétales, dont de nombreuses plantes exotiques (plus de huit cent fleurs), méditerranéennes, aquatiques et tropicales,.

Quelques photos du jardin des fontaines pétrifiantes
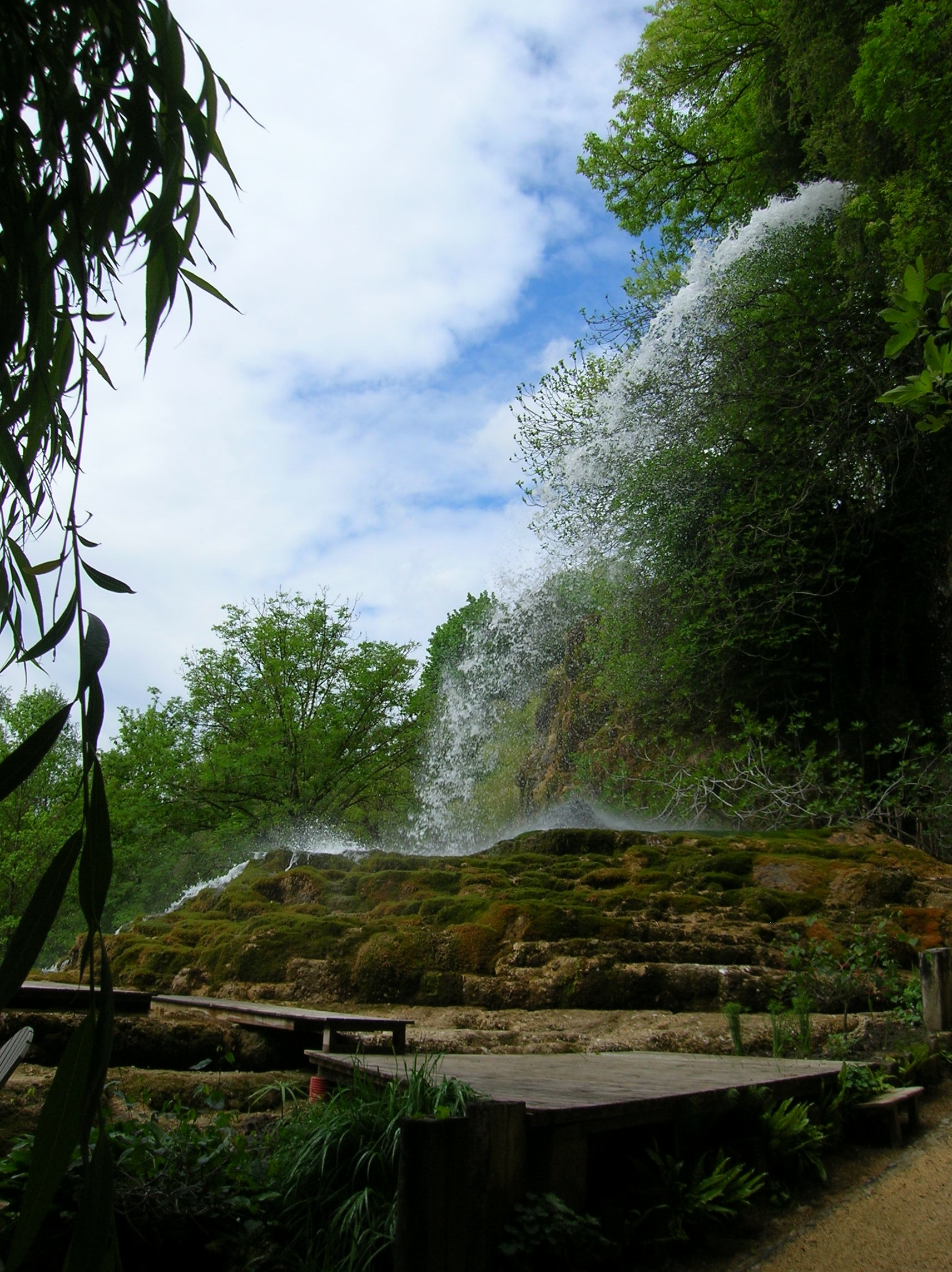
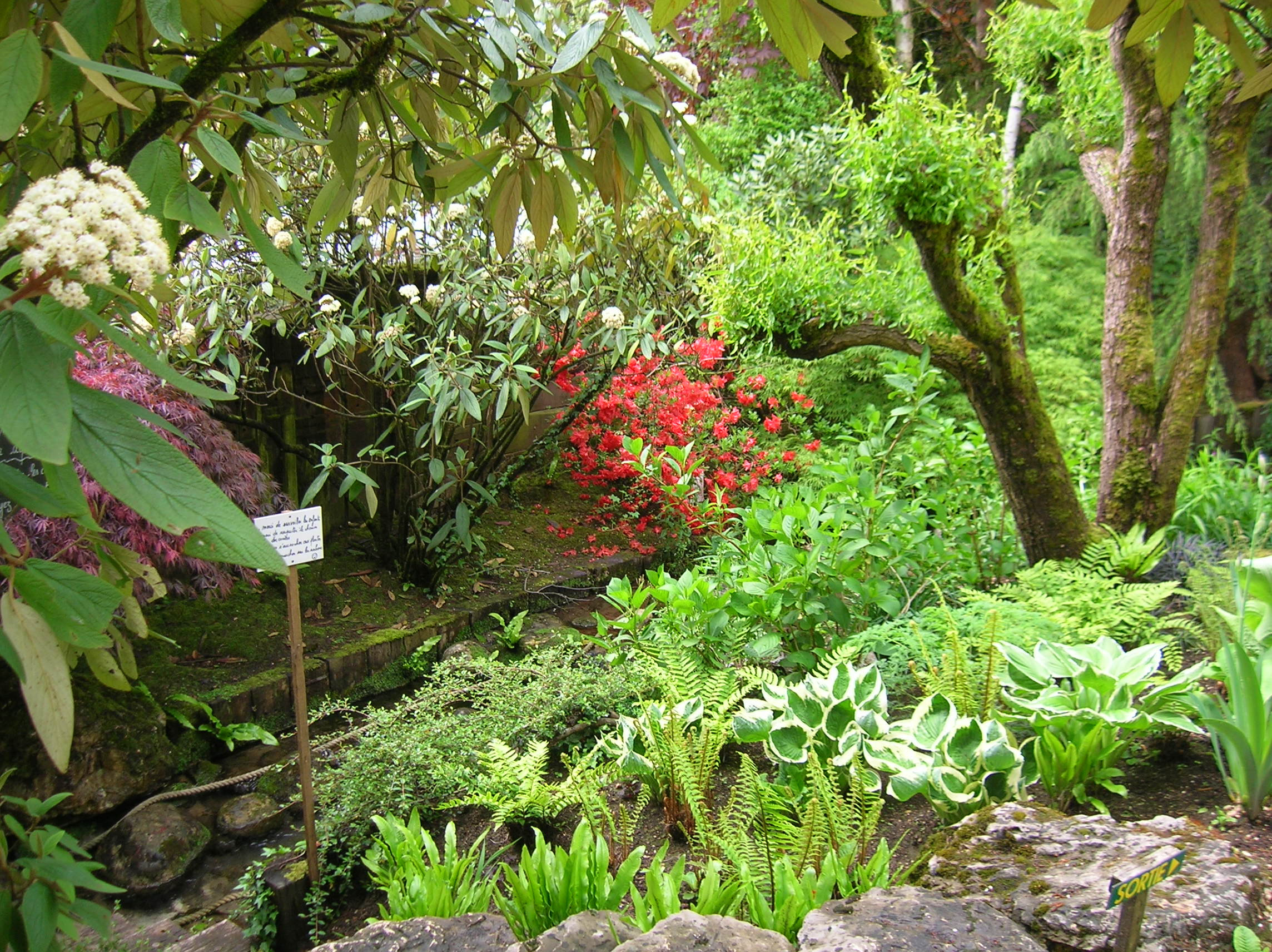
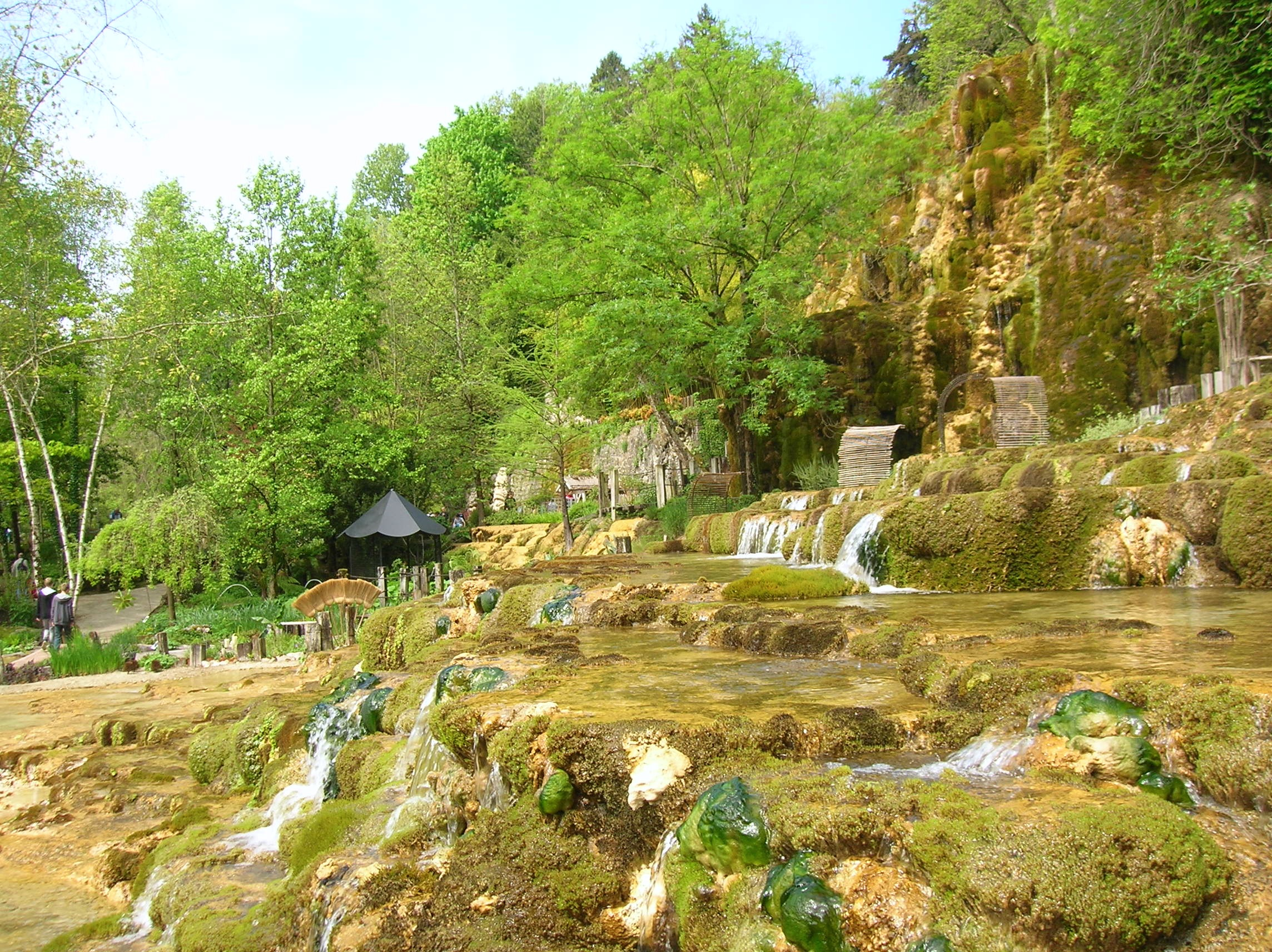
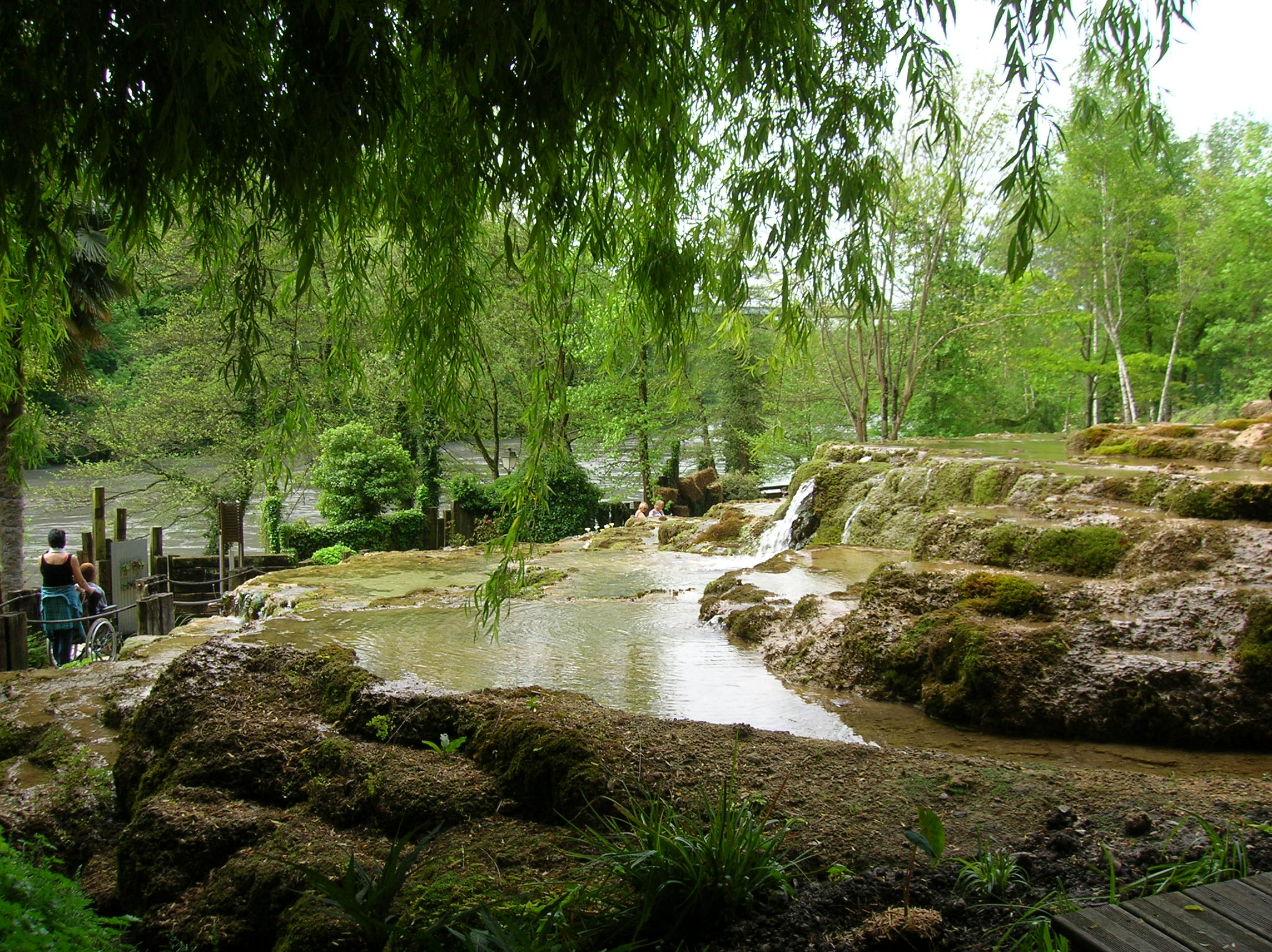
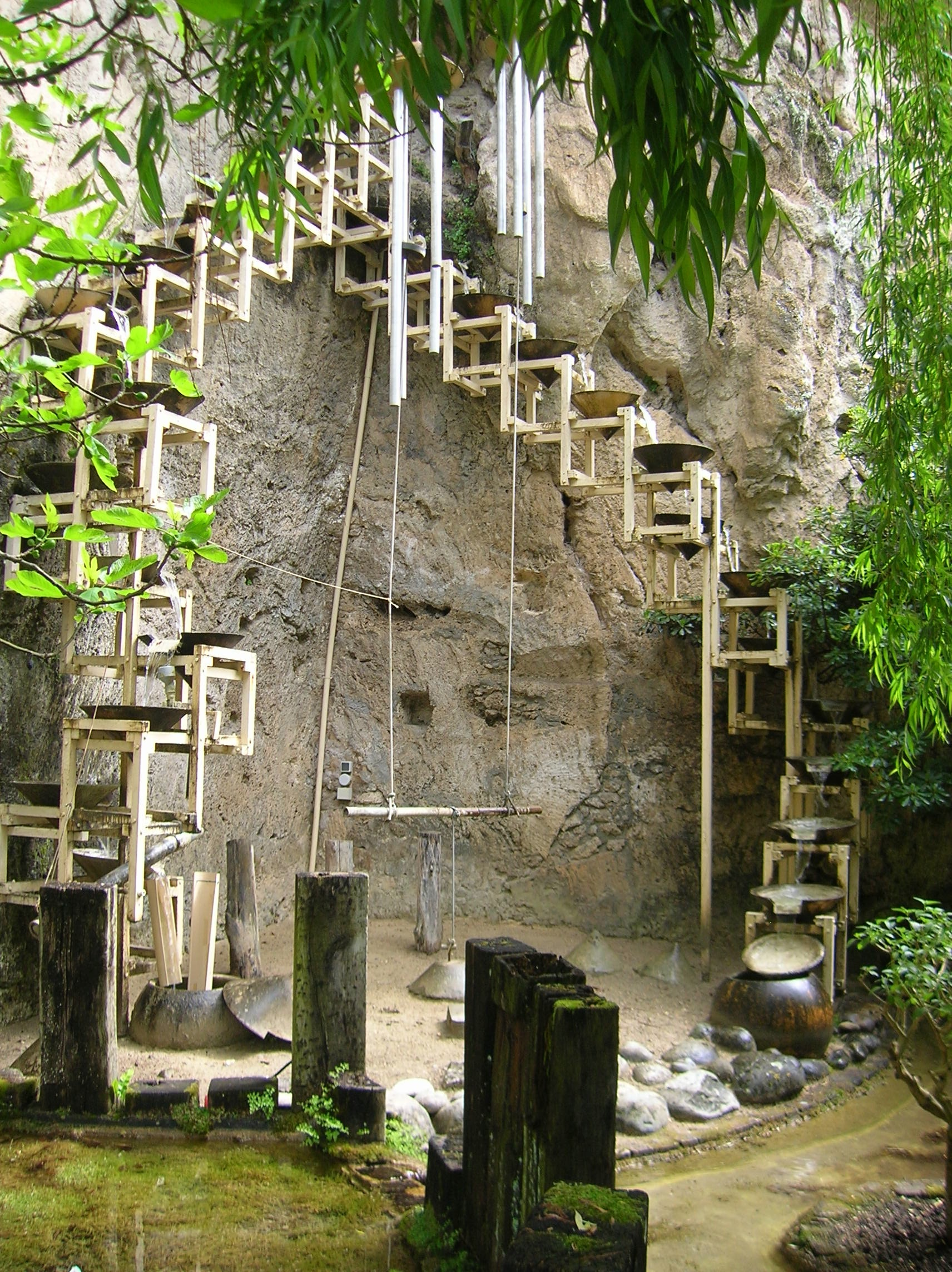
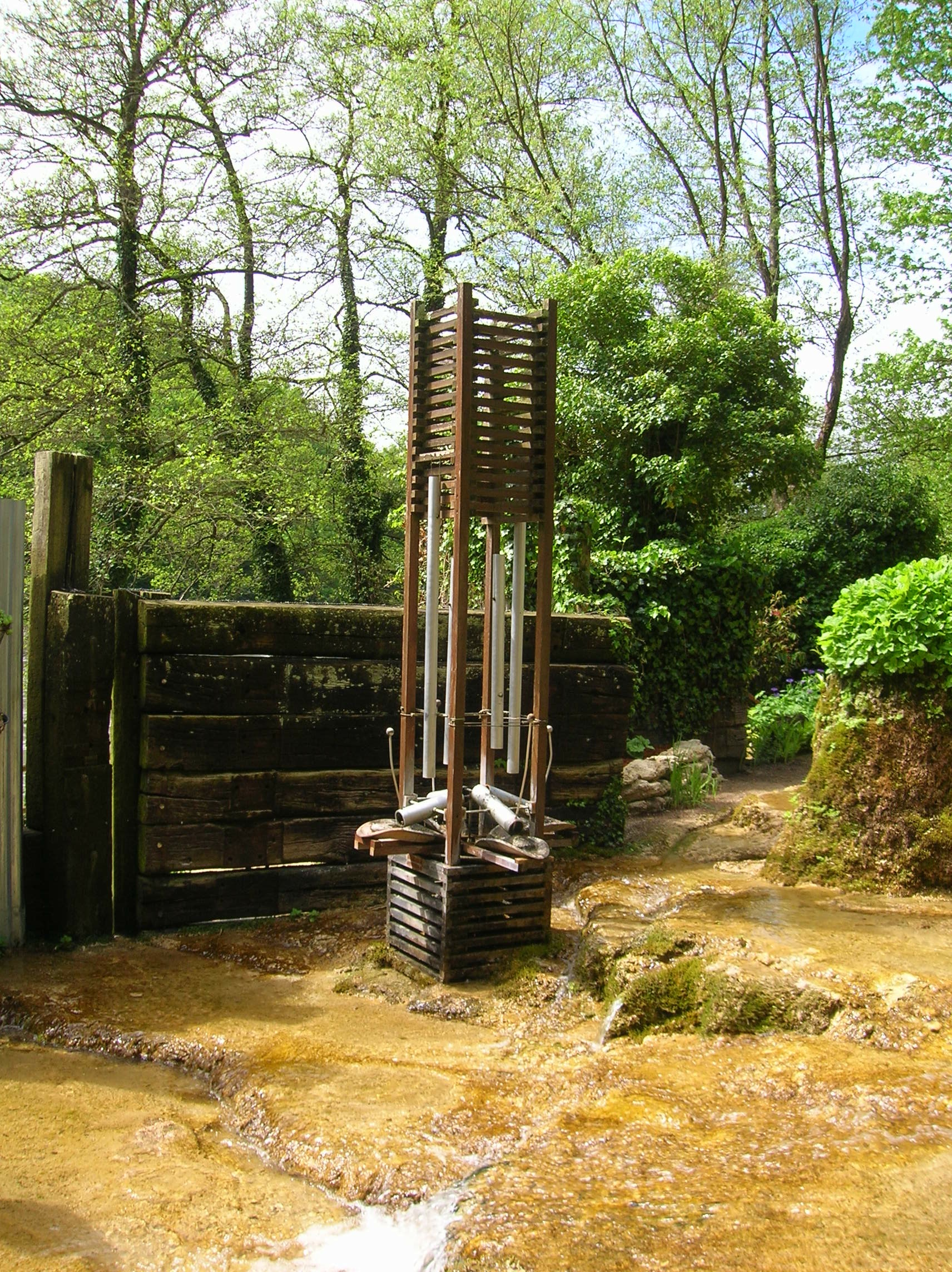